# Venturino Sabatini
Venturino Sabatini (Napoli, 1856 – Roma, 1922) è stato un geologo e petrografo italiano, ingegnere del Corpo reale delle miniere e geologo presso l'Ufficio geologico.
Applicò i metodi di ricerca petrografica appresi da Ferdinand André Fouqué e da Auguste Michel-Lévy allo studio di alcune regioni vulcaniche italiane (Isole Pontine, Vulcano Laziale, Cimini), delle quali eseguì anche il rilevamento geologico. È autore di numerose ricerche di sismologia, e collaboratore alla prima carta geologica d'Italia.